# Félix Aguilar
Pour les articles homonymes, voir Aguilar.
Félix Aguilar, né en 1884 et mort en 1943, est un astronome et ingénieur argentin, directeur de l'observatoire de La Plata de 1919 à 1921 puis de nouveau de 1934 jusqu'à sa mort.
L'observatoire Félix-Aguilar et l'astéroïde (1800) Aguilar portent son nom.